# The Ultimate Solution of Grace Quigley
The Ultimate Solution of Grace Quigley (br: Grace Quigley - Um jogo de Vida e Morte) é um filme estadunidense de 1984, do gênero comédia, dirigido por Anthony Harvey. 

## Sinopse
Grace Quigley está quase no fim de sua vida, vivendo sozinha em seu apartamento em Nova York.  Um dia, ela resolve contratar um assassino profissional para matá-la. Ela convence o assassino a fazer isso por todas as pobres almas velhas que estão cansadas de viver. Logo, os dois descobrem que existem várias pessoas dispostas a pagar por esse tipo de serviço e acabam transformando tudo em um negócio milionário.

## Elenco
- Katharine Hepburn ...  Grace Quigley
- Nick Nolte        ...  Seymour Flint
- Kit Le Fever      ...  Muriel
- Chip Zien         ...  Dr. Herman